# Scalera Film

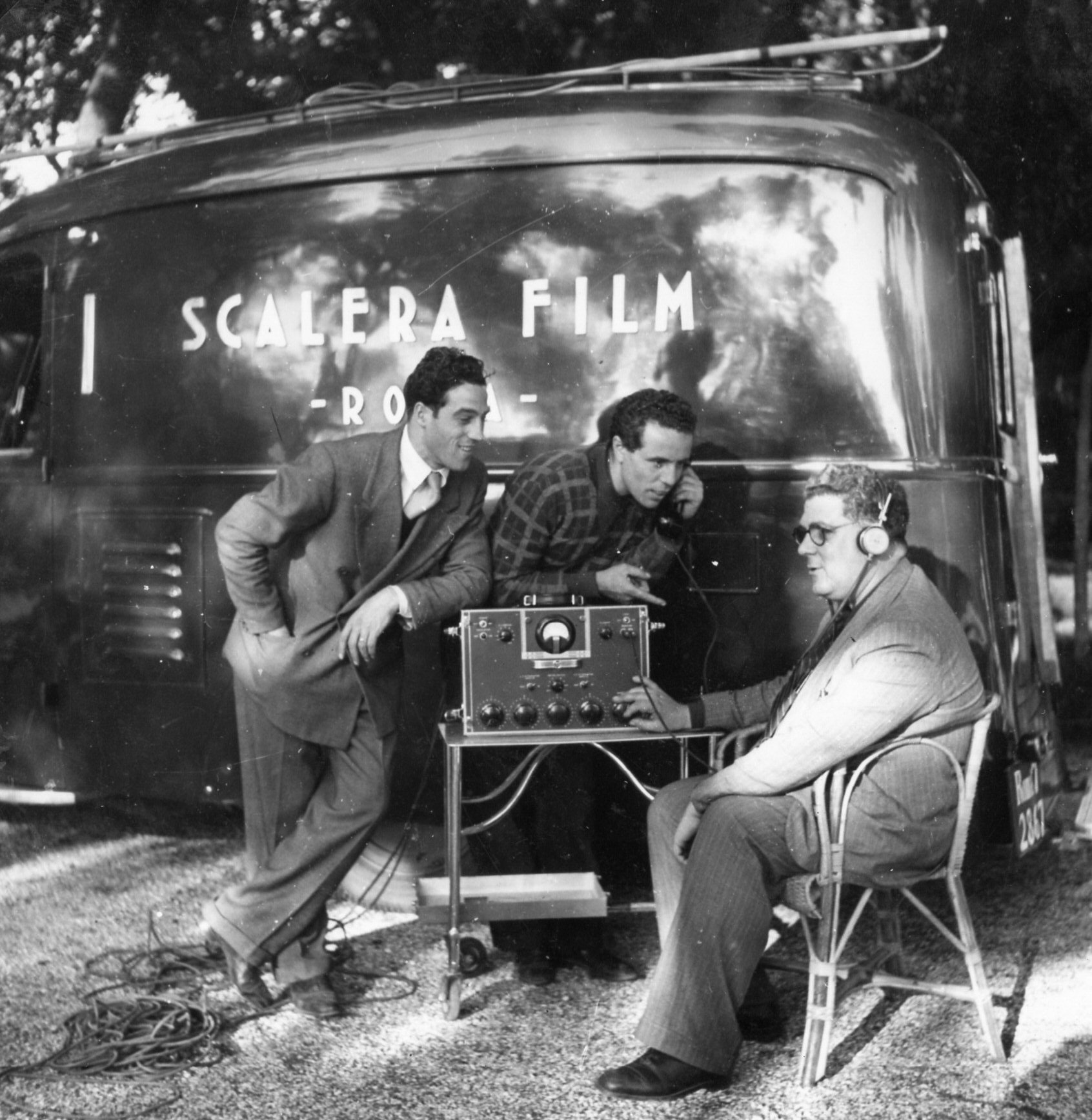
Une équipe de travail

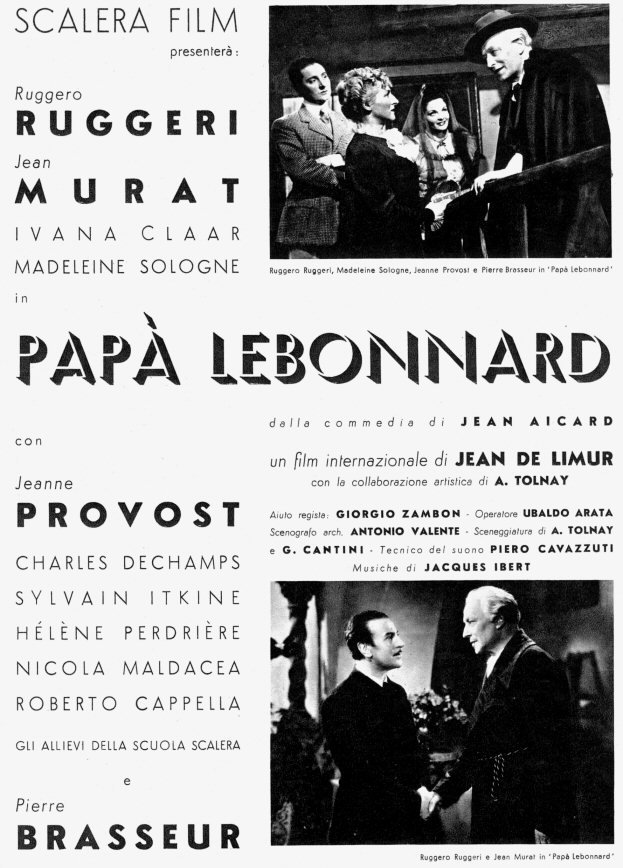
Affiche d'époque pour Le Père Lebonnard

Scalera Film était une société italienne de production et de distribution de films active entre 1938 et 1950[réf. incomplète]. 

## Histoire
Scalera Film principalement basée à aux  studios Scalera à de Rome a été fondée par les frères Michele et Salvatore Scalera en mars 1938. 
La société avait un fort soutien de l'État italien, alors dirigé par le gouvernement fasciste de Benito Mussolini qui voulait centraliser l'industrie cinématographique italienne. 
En 1943, lors de l'occupation allemande de Rome, le studio sont déplacés à Venise dans la République sociale italienne dans le cadre du Cinevillaggio  une alternative de Cinecittà après l'armistice de Cassibile, à partir de l'automne 1943, sur initiative du ministère de la Culture populaire de la République sociale italienne. 
À la fin de la Seconde Guerre mondiale, en raison de ses liens étroits avec l'ancien régime, Scalera a eu quelques difficultés à reprendre ses studios de Rome. Finalement, la production a pu redémarrer grâce aux accords de coproduction avec des cinéastes d'autres pays.En 1950, Scalera ouvre une filiale de distribution aux États-Unis, mais s'effondre financièrement pendant le tournage d'Othello.  La société est liquidée en 1952. Le bureau américain, qui avait acquis des droits de réédition pour 70 films précédemment gérés par Superfilm Distributing Corp., a été fermé à la fin de 1951.

## Production
- 1938 : L'argine, de Corrado D'Errico
- 1938 : Jeanne Doré, de Mario Bonnard
- 1938 : Inventiamo l'amore, de Camillo Mastrocinque
- 1938 : I figli del marchese Lucera, d'Amleto Palermi
- 1939 : La vedova, de Goffredo Alessandrini
- 1939 : Angélica (Rosa di sangue), de Jean Choux
- 1939 : Io, suo padre, de Mario Bonnard
- 1939 : Le sorprese del divorzio, de Guido Brignone
- 1939 : Le Père Lebonnard, de Jean de Limur
- 1939 : Dernière Jeunesse, de Jeff Musso
- 1939 : Papà per una notte, de Mario Bonnard
- 1939 : Une nuit de folie à l'opéra (Follie del secolo), d'Amleto Palermi
- 1939 : Cavalleria rusticana d'Amleto Palermi
- 1939 : Processo e morte di Socrate, d'Amleto Palermi
- 1939 : Il documento, de Mario Camerini
- 1939 : Il socio invisibile, de Roberto Roberti
- 1940 : Il ponte di vetro, de Goffredo Alessandrini
- 1940 : Il signore della taverna, d'Amleto Palermi
- 1940 : Kean, de Guido Brignone
- 1940 : Il ponte dei sospiri de Mario Bonnard
- 1940 : Boccaccio, de Marcello Albani
- 1940 : Ritorno, de Géza von Bolváry
- 1940 : Lucrezia Borgia, de Hans Hinrich
- 1940 : Miseria e nobiltà, de Corrado D'Errico
- 1940 : La Comédie du bonheur, de Marcel L'Herbier
- 1941 : La Tosca, de Carl Koch et Jean Renoir
- 1941 : S.O.S. 103 (Uomini sul fondo), de Francesco De Robertis
- 1941 : Il re del circo, de Hans Hinrich
- 1941 : La compagnia della teppa, de Corrado D'Errico
- 1941 : L'Archange au masque noir (Il bravo di Venezia), de Carlo Campogalliani
- 1941 : Le roi s'amuse, de Mario Bonnard
- 1941 : È caduta una donna, de Alfredo Guarini
- 1941 : Una signora dell'Ovest, de Carl Koch
- 1941 : Capitan Tempesta, de Corrado D'Errico
- 1942 : Il leone di Damasco, de Corrado D'Errico
- 1942 : Tragica notte, de Mario Soldati
- 1942 : Arriviamo noi!,de Amleto Palermi
- 1942 : Giarabub, de Goffredo Alessandrini
- 1942 : Perdizione, de Carlo Campogalliani
- 1942 : Requins d'acier (Alfa Tau!), de Francesco De Robertis
- 1942 : Nous, les vivants (Noi vivi), de Goffredo Alessandrini
- 1942 : Le Navire blanc (La nave bianca),de Roberto Rossellini
- 1942 : Don Giovanni, de Dino Falconi
- 1942 : Dans les catacombes de Venise (I due Foscari) d'Enrico Fulchignoni
- 1943 : Il fanciullo del West, de Giorgio Ferroni )
- 1943 : Dagli Appennini alle Ande, de Flavio Calzavara
- 1943 : Il treno crociato, de Carlo Campogalliani
- 1943 : Sempre più difficile, de Renato Angiolillo
- 1943 : Sant'Elena, piccola isola, de Umberto Scarpelli et Renato Simoni
- 1944 : Les enfants nous regardent (I bambini ci guardano, de Vittorio De Sica
- 1944 : Resurrezione, de Flavio Calzavara
- 1944 : Macario contre Fantômas (Macario contro Zagomar) de Giorgio Ferroni
- 1944 : Rosalba,de Ferruccio Cerio et Max Calandri
- 1944 : Fiori d'arancio, de Hobbes Dino Cecchini
- 1945 : Carmen, de Christian-Jaque
- 1945 : Lettere al sottotenente, de Goffredo Alessandrini
- 1945 : La vita semplice, de Francesco De Robertis
- 1946 : Sans famille (Senza famiglia), de Giorgio Ferroni
- 1946 : Ritorno al nido,de Giorgio Ferroni
- 1946 : La gondola del diavolo, de Carlo Campogalliani
- 1946 : La Vie de bohème , de Marcel L'Herbier
- 1947 : Uomini e cieli, de Francesco De Robertis
- 1947 : Symphonie fatale (Sinfonia fatale), de Victor Stoloff,
- 1947 : La Chartreuse de Parme, de Christian-Jaque
- 1947 : Lohengrin, de Max Calandri
- 1948 : La grande aurora, de Giuseppe Maria Scotese
- 1948 : Il tiranno di Padova, de Max Neufeld
- 1948 : Rocambole, de Jacques de Baroncelli
- 1948 : Une nuit de folie à l'opéra (Follie per l'opera),de Mario Costa
- 1948 : Cocaïne (Una lettera all'alba), de Giorgio Bianchi
- 1949 : La città dolente,de Mario Bonnard
- 1949 : Alba di sangue (Mare nostrum), de Rafael Gil
- 1949 : Marinai senza stelle,de Francesco De Robertis
- 1949 : Au diable la célébrité (Al diavolo la celebrità), de Mario Monicelli et Steno
- 1949 : La montagna di cristallo (The Glass Mountain), de Henry Cass et Edoardo Anton
- 1949 : Una voce nel tuo cuore, de Alberto D'Aversa
- 1950 : La rivale dell'imperatrice, de Jacopo Comin et Sidney Salkow
- 1950 : La Maudite (Margherita da Cortona) de Mario Bonnard
- 1950 : Il mulatto,de Francesco De Robertis
- 1950 : La strada buia, de Marino Girolami et Sidney Salkow
- 1951 : Othello, d'Orson Welles